# Closter (Adelsgeschlecht)

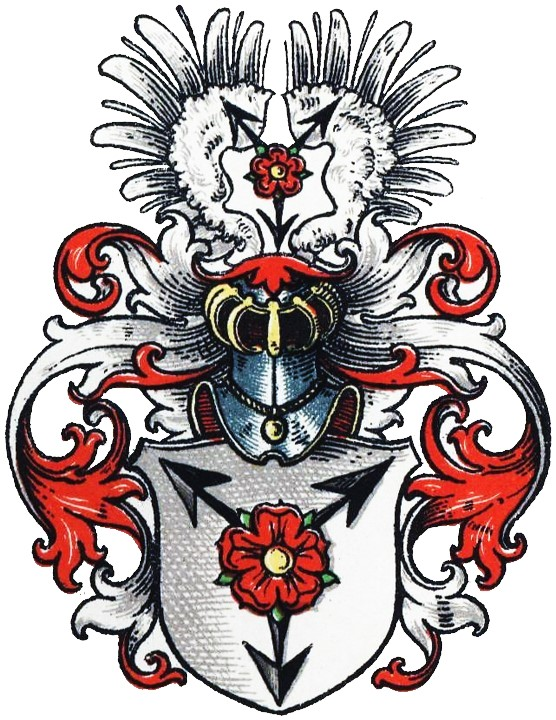
Stammwappen derer von Closter

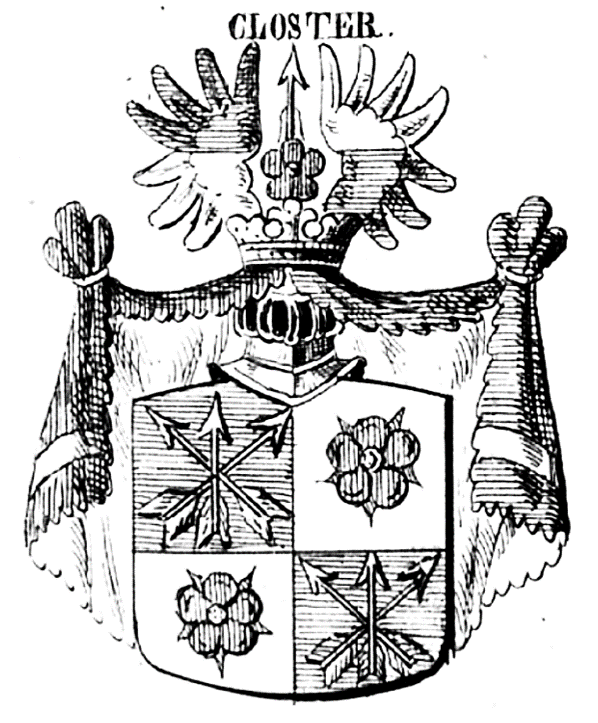
Neueres Wappen derer von Closter

Closter (lat. de Claustro) ist der Name eines westfälischen Adelsgeschlechts.
Die hier betrachtete Familie ist von den niederländisch-ostfriesischen Herren von Clooster, die auch als Closter erscheinen, zu unterscheiden.

## Geschichte
Das Geschlecht erscheint zunächst unter dem Adel des Bistums Paderborn, später zu Haus Patthorst in der Grafschaft Ravensberg. Erster Besitzer der Hauses war Wilhelm von Closter, der 1463 die Anlage zum Lehen erhielt. Neben Patthorst besaß die Familie im Ravensbergischen Brockhagen (urkundl. 1437–1517) sowie im Osnabrückschen Havikhorst und ab 1563 Haus Horst bei Alfhausen. Hinzu kamen in der Altmark Wolterslage (urkundl. 1607–1611) sowie im Land Lebus Buckow (urkundl. 1573–1646) und Obersdorf (urkundl. 1606).
Die Familie von Closter erlosch mit dem Tode von Caspar Heinrich von Closter († 1813) und seinem Bruder Franz Wilhelm, der Königlicher Hauptmann bei der Erstürmung der Zahlbacher Schanze vor Mainz 1794 war. Erbin des Hauses Patthorst war Therese von Closter, die Tochter Franz Wilhelms, die seit 1803 mit Karl Christian Heinrich von Eberstein verheiratet war.

## Wappen
- Blasonierung des Stammwappens: In Silber eine rote Rose mit drei schwarzen, aus der Rose hervorgehenden, ins Schächerkreuz zueinander gestellte Pfeilspitzen. Auf dem Helm ein offener, silberner Flug, dazwischen die Rose mit den Pfeilspitzen. Die Helmdecken sind rot-silbern.[3]
- Blasonierung des neueren Wappens: Geviert von Blau und Silber. Felder 1 und 4 drei silberne Pfeile geschrägt, Felder 2 und 3 eine rote Rose. Auf dem gekrönten Helm die Rose mit einem schwarzen Pfeil besteckt zwischen einem blau-silber übereck-geteilten Flug. Die Helmdecken sind rot-silbern und blau-silbern.[4]